# Instanciación existencial
En lógica de predicados, la ejemplificación existencial (también llamada eliminación existencial) es una regla de inferencia válida que dice que, dada una fórmula de la forma {\displaystyle (\exists x)\phi (x)}, es posible inferir {\displaystyle \phi (c)} para una nueva constante o variable simbólica c. La regla tiene la restricción de que los constantes o variables c introducidas por la regla deben ser nuevo término que no ha ocurrido antes en la prueba.
En una notación formal, la regla puede ser denotada
{\displaystyle (\exists x){\mathcal {F}}x::{\mathcal {F}}a,}
donde  a  es un término arbitrario que no ha sido parte de nuestra prueba hasta el momento.